# Jacó
Jacó város Costa Ricában, San Josétól közúton kb. 100 km-re délnyugatra. Lakossága kb. 15 ezer fő (2015-ben).
Üdülőkörzet a 34-es főút mellett, a Csendes-óceán partján. Fő gazdasági ágazat a szolgáltatási szektor.
Innen mintegy 17 km-re északra található a Carara Nemzeti Park és kb. 70 km-re délkeletre a Manuel Antonio Nemzeti Park.

## Fordítás
- Ez a szócikk részben vagy egészben  a   Jacó című spanyol Wikipédia-szócikk fordításán alapul.  Az eredeti cikk szerkesztőit annak laptörténete sorolja fel. Ez a jelzés csupán a megfogalmazás eredetét és a szerzői jogokat jelzi, nem szolgál a cikkben szereplő információk forrásmegjelöléseként.